# Вайсман, Володя
Володя Вайсман (фр. Volodia Vaisman; 25 декабря 1937, Бельцы, Румыния — 4 декабря 2023, Монпелье, Франция) — румынский и французский шахматист, международный мастер (1975).

## Биография
С началом Великой Отечественной войны был с матерью эвакуирован в Среднюю Азию. После войны семья репатриировалась в Румынию и поселилась в Ботошанах.
Выступления в составе сборной Румынии:
- 6-й командный чемпионат Европы (1977) в Москве.
- 2 Балканиады: 1974 (выиграл 2 серебряные медали — в команде и в индивидуальном зачёте) и 1975 (выиграл бронзовую медаль в команде и золотую медаль в индивидуальном зачёте).

Выступления в составе сборной Франции:
- 11-й Кубок Митропы[нем.] (1987) в Мюррене. Команда Франции заняла 2-е место; В. Вайсман, играя на 2-й доске, завоевал золотую медаль в индивидуальном зачёте.

Автор книг «O idee străbate deschiderile: zece idei şi combinaţii tipice» (Бухарест: Editura Sport-Turism, 1983, — 396 с.), «Stratégies de jeu en début de partie» (2000), «L’intermède Logistique Début Milieu de Partie» (2001), «Stratégies de jeu positionnel en milieu de partie» (2002), «Methodologie de l’entrainement echiqueen» (2012, — 576 с.), книги воспоминаний «Rememorări şahiste» (2013, — 368 с.).
Умер 4 декабря 2023 года.

## Изменения рейтинга
| Графики недоступны из-за технических проблем. См. информацию на Фабрикаторе и на mediawiki.org. |